# Reichstagswahlkreis Fürstentum Schwarzburg-Sondershausen

Die Wahlkreisaufteilung des Deutschen Reichs.

Der Reichstagswahlkreis Fürstentum Schwarzburg-Sondershausen (Wahlkreis 372) war ein Wahlkreis für die Reichstagswahlen im Deutschen Reich und im Norddeutschen Bund von 1867 bis 1918.

## Wahlkreiszuschnitt
Der Wahlkreis umfasste das Fürstentum Schwarzburg-Sondershausen.
| Jahr | Einwohner |
| ---- | --------- |
| 1890 | 75.510    |
| 1895 | 78.074    |
| 1900 | 80.898    |
| 1905 | 85.152    |
| 1910 | 89.917    |

|      | Landwirtschaft | Industrie und Gewerbe | Handel und Dienstleistungen |
| ---- | -------------- | --------------------- | --------------------------- |
| 1895 | 44,5           | 28,5                  | 17,0                        |
| 1907 | 37,4           | 45,8                  | 16,8                        |

|      | Evangelisch | Katholisch |
| ---- | ----------- | ---------- |
| 1890 | 98,8        | 0,8        |
| 1905 | 97,9        | 1,8        |
| 1910 | 97,7        | 1,9        |

## Abgeordnete
| Wahl                                     | Abgeordneter               | Partei                  | Bild |
| ---------------------------------------- | -------------------------- | ----------------------- | ---- |
| Reichstagswahl Februar 1867 bis 1870     | Günther Keyser             | Altliberal              |      |
| Ergänzungswahl 1870 bis 1874             | Carl Hermann Kanngießer    | Nationalliberale Partei |      |
| Reichstagswahl 1874 bis 1878             | Hermann Friedrich Valentin | Nationalliberale Partei |      |
| Reichstagswahl 1878 bis 20. Februar 1880 | Otto Reinhardt             | DRP                     | 0    |
| Nachwahl 1880 bis 1887                   | Gustav Lipke               | Liberale Vereinigung    | 0    |
| Reichstagswahl 1887 bis 1890             | Carl de Ahna               | Liberal                 | 0    |
| Reichstagswahl 1890 bis 1898             | Theodor Pieschel           | Nationalliberale Partei | 0    |
| Reichstagswahl 1898 bis 1903             | Carl Boerner               | Nationalliberale Partei | 0    |
| Reichstagswahl 1903 bis 1918             | Felix Bärwinkel            | Nationalliberale Partei |      |

## Wahlen

### Februar 1867
Bei der Reichstagswahl Februar 1867 erhielt Günther Keyser Unterstützung aus der Sondershäuser Unterherrschaft, insbesondere auch vom dortigen Arbeiterverein,
Es fanden zwei Wahlgänge statt. Beim ersten Wahlgang am 12. Februar 1867 betrug die Zahl der abgegebenen gültigen Stimmen 3025.
| Kandidat          | Partei     | Stimmen | in %   | Anmerkungen |
| ----------------- | ---------- | ------- | ------ | ----------- |
| Günther Keyser    | Altliberal | 1493    | 49,3 % | 0           |
| Karl von Gerber   |            | 1106    | 36,6 % | 0           |
| Andere Kandidaten |            | 426     | 14,1 % | 0           |

Bei der Stichwahl am 2. März 1867 betrug die Zahl der abgegebenen gültigen Stimmen 3054.
| Kandidat        | Partei     | Stimmen | in %   | Anmerkungen |
| --------------- | ---------- | ------- | ------ | ----------- |
| Günther Keyser  | Altliberal | 2382    | 78,0 % | 0           |
| Karl von Gerber |            | 672     | 22,0 % | 0           |

### August 1867
Es fand nur ein Wahlgang statt. Beim ersten Wahlgang am 31. August 1867 betrug die Zahl der abgegebenen gültigen Stimmen 3105.
| Kandidat          | Partei     | Stimmen | in %   | Anmerkungen |
| ----------------- | ---------- | ------- | ------ | ----------- |
| Günther Keyser    | Altliberal | 2096    | 67,5 % | 0           |
| Andere Kandidaten |            | 1009    | 32,5 % | 0           |

### Ergänzungswahl 1870
Günther Keyser legte das Mandat am 16. Februar 1870 nieder. Am 31. März 1870 fanden die Ergänzungswahlen statt. Es wurden 1298 Stimmen abgegeben, Carl Hermann Kanngießer erhielt davon 917 Stimmen und wurde im ersten Wahlgang gewählt.

### 1871
Es fand ein Wahlgang statt. Die Zahl der Wahlberechtigten betrug 14.394. 5142 gültige Stimmen wurden abgegeben, 20 waren ungültig. Die Wahlbeteiligung betrug 35,9 %.
| Kandidat                | Partei | Stimmen | in % | Anmerkungen                            |
| ----------------------- | ------ | ------- | ---- | -------------------------------------- |
| Carl Hermann Kanngießer | NLP    | 3584    |      | Oberappellationsgerichtsrat, Magdeburg |
| Oscar von Elsner        | DRP    | 1502    |      | Staatsminister a. D.                   |
|                         | NLP    | 54      |      | 0                                      |
| Sonstige                | 0      | 2       |      | 0                                      |

### 1874
Es fand ein Wahlgang statt. Die Zahl der Wahlberechtigten betrug 14.479. 5629 gültige Stimmen wurden abgegeben, 51 waren ungültig. Die Wahlbeteiligung betrug 39,2 %.
| Kandidat                   | Partei   | Stimmen | in % | Anmerkungen |
| -------------------------- | -------- | ------- | ---- | ----------- |
| Hermann Friedrich Valentin | NLP      | 4616    |      | 0           |
| Winckler                   | SD (Eis) | 992     |      | Kaufmann    |
| Sonstige                   | 0        | 21      |      | 0           |

### 1877
Es fand ein Wahlgang statt. Die Zahl der Wahlberechtigten betrug 14.968. 6941 gültige Stimmen wurden abgegeben, 41 waren ungültig. Die Wahlbeteiligung betrug 46,6 %.
| Kandidat                   | Partei | Stimmen | in % | Anmerkungen |
| -------------------------- | ------ | ------- | ---- | ----------- |
| Hermann Friedrich Valentin | NLP    | 5515    |      | 0           |
| Wilhelm Bock               | SD     | 1397    |      |             |
| Sonstige                   | 0      | 29      |      | 0           |

### 1878
Es fand ein Wahlgang statt. Die Zahl der Wahlberechtigten betrug 15.283. 9131 gültige Stimmen wurden abgegeben, 46 waren ungültig. Die Wahlbeteiligung betrug 60,0 %.
| Kandidat       | Partei | Stimmen | in % | Anmerkungen |
| -------------- | ------ | ------- | ---- | ----------- |
| Otto Reinhardt | DRP    | 4708    |      | 0           |
| Carl Slevogt   | NLP    | 4239    |      | 0           |
|                | SD     | 180     |      |             |
| Sonstige       | 0      | 4       |      | 0           |

### Ergänzungswahl 1880
Otto Reinhardt legte am 20. Februar 1880 das Mandat nieder und er erfolgte eine Ergänzungswahl am 26. Mai 1880.
Es fanden zwei Wahlgänge statt. Die Zahl der Wahlberechtigten betrug 15.294. Im ersten Wahlgang wurden 7020 gültige Stimmen abgegeben. Die Wahlbeteiligung betrug 45,8 %.
| Kandidat     | Partei | Stimmen | in % | Anmerkungen |
| ------------ | ------ | ------- | ---- | ----------- |
| Gustav Lipke | NL     | 3392    |      | 0           |
| Gremse       | DRP    | 3233    |      | 0           |
| Viereck      | SD     | 367     |      |             |
| Sonstige     | 0      | 28      |      | 0           |

Im zweiten Wahlgang wurden 9275 gültige Stimmen abgegeben. Die Wahlbeteiligung betrug 60,6 %.
| Kandidat       | Partei | Stimmen | in % | Anmerkungen |
| -------------- | ------ | ------- | ---- | ----------- |
| Gustav Lipke   | NL     | 6090    |      | 0           |
| Hermann Gremse | DRP    | 3185    |      | 0           |

### 1881
Es fand ein Wahlgang statt. Die Zahl der Wahlberechtigten betrug 15.621. Im ersten Wahlgang wurden 8758 gültige Stimmen abgegeben, 32 Stimmen waren ungültig. Die Wahlbeteiligung betrug 56,6 %.
| Kandidat          | Partei | Stimmen | in % | Anmerkungen  |
| ----------------- | ------ | ------- | ---- | ------------ |
| Gustav Lipke      | LibV   | 5085    |      | 0            |
| Oscar Schoenemann | DRP    | 3389    |      | Staatsanwalt |
| Viereck           | SD     | 281     |      |              |
| Sonstige          | 0      | 3       |      | 0            |

### 1890
Bei der Reichstagswahl 1890 einigten sich die Kartellparteien (NLP und Konservative) auf einen Wahlkreiskandidaten der NLP, den Bleiweiß-Fabrikanten Albert Schönau.
Es fanden zwei Wahlgänge statt. Beim ersten Wahlgang am 20. Februar 1890 betrug die Zahl der abgegebenen Stimmen 11.242 und die Wahlbeteiligung 67,9 %. 53 Stimmen waren ungültig.
| Kandidat        | Partei                | Stimmen | in % | Anmerkungen |
| --------------- | --------------------- | ------- | ---- | ----------- |
|                 | DF                    | 44      | 0,4  | 0           |
| Theodor Piechel | NLP                   | 4850    | 43,4 | 0           |
| Wilhelm Bock    | SPD                   | 4880    | 40,0 | 0           |
|                 | Unabhängiger Bewerber | 1799    | 16,1 | 0           |
| Sonstige        | 0                     | 16      | 0,1  | 0           |

Bei der Stichwahl am 1. März 1890 betrug die Zahl der abgegebenen Stimmen 12.434 und die Wahlbeteiligung 75,0 %. 70 Stimmen waren ungültig.
| Kandidat        | Partei | Stimmen | in % | Anmerkungen |
| --------------- | ------ | ------- | ---- | ----------- |
| Theodor Piechel | NLP    | 7689    | 62,2 | 0           |
| Wilhelm Bock    | SPD    | 4675    | 37,8 | 0           |

### 1893
Bei der Reichstagswahl 1893 fanden zwei Wahlgänge statt. Beim ersten Wahlgang am 15. Juni 1893 betrug die Zahl der abgegebenen Stimmen 11.832 und die Wahlbeteiligung 70,5 %. 39 Stimmen waren ungültig. Der Mandatsinhaber Piechel wurde erneut von NLD und Konservativen unterstützt.
| Kandidat        | Partei | Stimmen | in % | Anmerkungen |
| --------------- | ------ | ------- | ---- | ----------- |
| Lerche          | FVP    | 2223    | 18,8 | 0           |
| Theodor Piechel | NLP    | 5628    | 47,7 | 0           |
| Wilhelm Bock    | SPD    | 3825    | 33,4 | 0           |
| Sonstige        | 0      | 7       | 0,1  | 0           |

Bei der Stichwahl am 24. Juni 1893 betrug die Zahl der abgegebenen Stimmen 12.061 und die Wahlbeteiligung 71,8 %. 61 Stimmen waren ungültig. Die Freisinnige Volkspartei rief zur Wahl von Bock auf.
| Kandidat        | Partei | Stimmen | in % | Anmerkungen |
| --------------- | ------ | ------- | ---- | ----------- |
| Theodor Piechel | NLP    | 7304    | 60,9 | 0           |
| Wilhelm Bock    | SPD    | 4696    | 39,1 | 0           |

### 1898
Bei der Reichstagswahl 1898 lehnte der Bund der Landwirte eine Wiederwahl von Theodor Piechel wegen dessen Abstimmung bei den Handelsverträgen und der Margarinenvorlage ab. Um das Wahlkreisabkommen nicht zu gefährden, benannte die NLP stattdessen Carl Boerner, der die Zustimmung des BdL fand. Die NLP zeigte sich in dieser Frage gespalten. Der NLP-Wahlverein in Arnstadt rief stattdessen zur Wahl von Max Brömel auf.
Es fanden zwei Wahlgänge statt. Beim ersten Wahlgang am 16. Juni 1898 betrug die Zahl der abgegebenen Stimmen 12.309 und die Wahlbeteiligung 70,7 %. 32 Stimmen waren ungültig.
| Kandidat     | Partei | Stimmen | in % | Anmerkungen |
| ------------ | ------ | ------- | ---- | ----------- |
| Max Brömel   | FVg    | 1931    | 15,7 | 0           |
| Carl Boerner | NLP    | 5642    | 46,0 | 0           |
| Josef Joos   | SPD    | 4700    | 38,3 | 0           |
| Sonstige     | 0      | 4       | 0    | 0           |

Bei der Stichwahl am 24. Juni 1898 betrug die Zahl der abgegebenen Stimmen 13.721 und die Wahlbeteiligung 78,9 %. 119 Stimmen waren ungültig.
| Kandidat     | Partei | Stimmen | in % | Anmerkungen |
| ------------ | ------ | ------- | ---- | ----------- |
| Carl Boerner | NLP    | 8110    | 59,6 | 0           |
| Josef Joos   | SPD    | 5492    | 40,4 | 0           |

### 1903
Bei der Reichstagswahl 1903 schloss der Bund der Landwirte ein Bündnis der der Deutsch-Sozialen Partei. Beide einigten sich auf den Hofbesitzer von Levetzow. NLP und Konservative benannten den Landrat Bärwinkel als gemeinsamen Kandidaten.
Es fanden zwei Wahlgänge statt. Beim ersten Wahlgang am 16. Juni 1903 betrug die Zahl der abgegebenen Stimmen 14.718 und die Wahlbeteiligung 80,5 %. 54 Stimmen waren ungültig.
| Kandidat        | Partei                  | Stimmen | in % | Anmerkungen |
| --------------- | ----------------------- | ------- | ---- | ----------- |
| von Levetzow    | Deutsch-Sozialen Partei | 3717    | 25,4 | 0           |
| Felix Bärwinkel | NLP                     | 5709    | 38,9 | 0           |
| Josef Joos      | SPD                     | 5237    | 35,7 | 0           |
| Sonstige        | 0                       | 4       | 0    | 0           |

Bei der Stichwahl am 25. Juni 1903 betrug die Zahl der abgegebenen Stimmen 13.956 und die Wahlbeteiligung 76,4 %. 131 Stimmen waren ungültig. Von Levetzow rief in der Stichwahl zur Wahl von Bärwinkel auf.
| Kandidat        | Partei | Stimmen | in % | Anmerkungen |
| --------------- | ------ | ------- | ---- | ----------- |
| Felix Bärwinkel | NLP    | 8367    | 60,5 | 0           |
| Josef Joos      | SPD    | 5458    | 39,5 | 0           |

### 1907
Bei der Reichstagswahl 1907 einigten sich alle anderen Parteien auf einen gemeinsamen Kandidaten gegen die SPD.
Es fand ein Wahlgang am 25. Januar 1907 statt. Dabei betrug die Zahl der abgegebenen Stimmen 16.626 und die Wahlbeteiligung 87,5 %. 92 Stimmen waren ungültig.
| Kandidat        | Partei | Stimmen | in % | Anmerkungen |
| --------------- | ------ | ------- | ---- | ----------- |
| Felix Bärwinkel | NLP    | 10.730  | 64,9 | 0           |
| Otto Landsberg  | SPD    | 5798    | 35,1 | 0           |
| Sonstige        | 0      | 6       | 0    | 0           |

### 1912
Bei der Reichstagswahl 1912 unterstützte auch die Fortschrittliche Volkspartei den Amtsinhaber.
Es fanden zwei Wahlgänge statt. Beim ersten Wahlgang am 12. Januar 1912 betrug die Zahl der abgegebenen Stimmen 17.956 und die Wahlbeteiligung 87,3 %. 86 Stimmen waren ungültig.
| Kandidat        | Partei                 | Stimmen | in % | Anmerkungen |
| --------------- | ---------------------- | ------- | ---- | ----------- |
| Ottokar Keil    | Deutsch-Soziale Partei | 3558    | 19,8 | 0           |
| Felix Bärwinkel | NLP                    | 6292    | 35,2 | 0           |
| Kurt Rosenfeld  | SPD                    | 8012    | 44,8 | 0           |
| Sonstige        | 0                      | 8       | 0,1  | 0           |

Bei der Stichwahl am 22. Januar 1912 betrug die Zahl der abgegebenen Stimmen 18.685 und die Wahlbeteiligung 90,8 %. 110 Stimmen waren ungültig. BDL und DSP riefen in der Stichwahl zur Wahl von Bärwinkel auf.
| Kandidat        | Partei | Stimmen | in % | Anmerkungen |
| --------------- | ------ | ------- | ---- | ----------- |
| Felix Bärwinkel | NLP    | 10053   | 54,1 | 0           |
| Kurt Rosenfeld  | SPD    | 8522    | 45,9 | 0           |